# Kanada az 1964. évi téli olimpiai játékokon
Kanada az ausztriai Innsbruckban megrendezett 1964. évi téli olimpiai játékok egyik részt vevő nemzete volt. Az országot az olimpián 8 sportágban 55 sportoló képviselte, akik összesen 3 érmet szereztek.

## Érmesek
| Érem  | Versenyző                                    | Sportág     | Versenyszám  |
| ----- | -------------------------------------------- | ----------- | ------------ |
| Arany | Vic Emery Peter Kirby Doug Anakin John Emery | Bob         | Férfi négyes |
| Ezüst | Debbi Wilkes Guy Revell                      | Műkorcsolya | Páros        |
| Bronz | Petra Burka                                  | Műkorcsolya | Női egyéni   |

## Alpesisí
Férfi
| Versenyző        | Versenyszám      | Selejtező     | Selejtező     | Selejtező     | Selejtező     | Döntő    | Döntő    | Döntő    | Döntő    | Döntő         | Döntő         |
| Versenyző        | Versenyszám      | 1. futam      | 1. futam      | 2. futam      | 2. futam      | 1. futam | 1. futam | 2. futam | 2. futam | Összesítés    | Összesítés    |
| Versenyző        | Versenyszám      | Idő           | Hely.         | Idő           | Hely.         | Idő      | Hely.    | Idő      | Hely.    | Idő           | Helyezés      |
| ---------------- | ---------------- | ------------- | ------------- | ------------- | ------------- | -------- | -------- | -------- | -------- | ------------- | ------------- |
| Gary Battistella | Lesiklás         |               |               |               |               |          |          |          |          | 2:27,74       | 28.           |
| Gary Battistella | Óriás-műlesiklás |               |               |               |               |          |          |          |          | kizárták      | kizárták      |
| Jean-Guy Brunet  | Lesiklás         |               |               |               |               |          |          |          |          | 2:26,59       | 25.           |
| Jean-Guy Brunet  | Műlesiklás       | 54,98         | 23.           |               |               | kizárták | kizárták | kiesett  | kiesett  | kiesett       | kiesett       |
| Jean-Guy Brunet  | Óriás-műlesiklás |               |               |               |               |          |          |          |          | 1:59,60       | 27.           |
| Peter Duncan     | Lesiklás         |               |               |               |               |          |          |          |          | 2:30,06       | 34.           |
| Peter Duncan     | Műlesiklás       | nem ért célba | nem ért célba | 56,43         | 12.           | 1:14,22  | 17.      | 1:04,88  | 18.      | 2:19,10       | 19.           |
| Peter Duncan     | Óriás-műlesiklás |               |               |               |               |          |          |          |          | 1:58,44       | 26.           |
| Rod Hebron       | Lesiklás         |               |               |               |               |          |          |          |          | 2:27,90       | 30.           |
| Rod Hebron       | Műlesiklás       | 1:07,56       | 59.*          | 55,99         | 9.            | kizárták | kizárták | kiesett  | kiesett  | kiesett       | kiesett       |
| Rod Hebron       | Óriás-műlesiklás |               |               |               |               |          |          |          |          | nem ért célba | nem ért célba |
| Robert Swan      | Műlesiklás       | kizárták      | kizárták      | nem ért célba | nem ért célba | kiesett  | kiesett  | kiesett  | kiesett  | kiesett       | kiesett       |

Női
| Versenyző                | Versenyszám      | 1. futam | 1. futam | 2. futam | 2. futam | Összesítés | Összesítés |
| Versenyző                | Versenyszám      | Idő      | Hely.    | Idő      | Hely.    | Idő        | Helyezés   |
| ------------------------ | ---------------- | -------- | -------- | -------- | -------- | ---------- | ---------- |
| Karen Dokka              | Lesiklás         |          |          |          |          | 2:04,04    | 28.        |
| Karen Dokka              | Műlesiklás       | kizárták | kizárták | kiesett  | kiesett  | kiesett    | kiesett    |
| Karen Dokka              | Óriás-műlesiklás |          |          |          |          | 2:09,63    | 34.        |
| Linda Crutchfield-Bocock | Lesiklás         |          |          |          |          | 2:03,10    | 24.        |
| Linda Crutchfield-Bocock | Műlesiklás       | 49,38    | 18.      | 53,77    | 19.      | 1:43,15    | 16.        |
| Linda Crutchfield-Bocock | Óriás-műlesiklás |          |          |          |          | 2:05,04    | 32.        |
| Nancy Greene             | Lesiklás         |          |          |          |          | 1:59,23    | 7.         |
| Nancy Greene             | Műlesiklás       | 49,95    | 20.      | 51,47    | 13.      | 1:41,42    | 15.        |
| Nancy Greene             | Óriás-műlesiklás |          |          |          |          | 1:57,76    | 16.        |
| Nancy Holland            | Lesiklás         |          |          |          |          | 2:04,53    | 34.        |
| Nancy Holland            | Műlesiklás       | kizárták | kizárták | kiesett  | kiesett  | kiesett    | kiesett    |
| Nancy Holland            | Óriás-műlesiklás |          |          |          |          | 2:04,39    | 31.        |

* - egy másik versenyzővel azonos eredményt ért el

## Bob
| Versenyző                                              | Versenyszám | 1. futam | 1. futam | 2. futam | 2. futam | 3. futam | 3. futam | 4. futam | 4. futam | Összesítés | Összesítés |
| Versenyző                                              | Versenyszám | Idő      | Hely.    | Idő      | Hely.    | Idő      | Hely.    | Idő      | Hely.    | Idő        | Helyezés   |
| ------------------------------------------------------ | ----------- | -------- | -------- | -------- | -------- | -------- | -------- | -------- | -------- | ---------- | ---------- |
| John Emery Gordon Currie                               | Kettes      | 1:07,85  | 18.      | 1:07,64  | 13.      | 1:06,75  | 10.*     | 1:06,63  | 8.       | 4:28,87    | 11.        |
| Vic Emery Peter Kirby                                  | Kettes      | 1:05,15  | 1.       | 1:05,93  | 5.       | 1:05,96  | 6.       | 1:06,45  | 7.       | 4:23,49    | 4.         |
| Vic Emery Peter Kirby Doug Anakin John Emery           | Négyes      | 1:02,99  | 1.       | 1:03,82  | 2.       | 1:03,64  | 2.       | 1:04,01  | 1.       | 4:14,46    |            |
| Monty Gordon Chris Ondaatje David Hobart Gordon Currie | Négyes      | 1:04,63  | 13.      | 1:04,43  | 11.      | 1:05,06  | 13.      | 1:05,66  | 14.      | 4:19,78    | 14.        |

* - egy másik csapattal azonos eredményt ért el

## Gyorskorcsolya
Férfi
| Versenyző     | Versenyszám | Eredmény | Helyezés |
| ------------- | ----------- | -------- | -------- |
| Gerald Koning | 1500 m      | 2:24,0   | 47.      |
| Gerald Koning | 5000 m      | 8:26,9   | 35.      |
| Ralf Olin     | 500 m       | 44,2     | 39.      |
| Ralf Olin     | 1500 m      | 2:19,7   | 37.      |
| Ralf Olin     | 5000 m      | 8:18,2   | 25.      |
| Ralf Olin     | 10 000 m    | 16:53,3  | 15.      |

Női
| Versenyző        | Versenyszám | Eredmény | Helyezés |
| ---------------- | ----------- | -------- | -------- |
| Doreen McCannell | 500 m       | 48,0     | 13.*     |
| Doreen McCannell | 1000 m      | 1:39,4   | 13.      |
| Doreen McCannell | 1500 m      | 2:32,7   | 13.      |
| Doreen McCannell | 3000 m      | 5:26,4   | 8.       |
| Doreen Ryan      | 500 m       | 47,7     | 10.      |
| Doreen Ryan      | 1000 m      | 1:38,7   | 11.*     |
| Doreen Ryan      | 1500 m      | 2:34,0   | 16.*     |
| Doreen Ryan      | 3000 m      | 5:46,5   | 24.      |

* - egy másik versenyzővel azonos eredményt ért el

## Jégkorong
| Kanadai férfi jégkorongcsapat-játékoskeret                                                   | Kanadai férfi jégkorongcsapat-játékoskeret                                                  | Kanadai férfi jégkorongcsapat-játékoskeret                          |
| -------------------------------------------------------------------------------------------- | ------------------------------------------------------------------------------------------- | ------------------------------------------------------------------- |
| - Hans Akervall - Gary Begg - Roger Bourbonnais - Ken Broderick - Ray Cadieux - Terry Clancy | - Brian Conacher - Paul Conlin - Gary Dineen - Bob Forhan - Marshall Johnston - Seth Martin | - Barry MacKenzie - Terry O'Malley - Rod Seiling - George Swarbrick |

### Eredmények
Selejtező
| 1964. január 27. | Kanada (CAN) | 14 – 1 (5–1, 6–0, 3–0) | Jugoszlávia | Innsbruck |

|  |  |  |  |  |
|  |  |  |  |  |
|  |  |  |  |  |
|  |  |  |  |  |

Döntő csoportkör
| 1964. január 29. | Kanada (CAN) | 8 – 0 (1–0, 5–0, 2–0) | Svájc | Innsbruck |

|  |  |  |  |  |
|  |  |  |  |  |
|  |  |  |  |  |
|  |  |  |  |  |

| 1964. január 30. | Svédország (SWE) | 1 – 3 (0–1, 1–1, 0–1) | Kanada | Innsbruck |

|  |  |  |  |  |
|  |  |  |  |  |
|  |  |  |  |  |
|  |  |  |  |  |

| 1964. február 2. | Kanada (CAN) | 4 – 2 (2–1, 0–0, 2–1) | Egyesült Német Csapat | Innsbruck |

|  |  |  |  |  |
|  |  |  |  |  |
|  |  |  |  |  |
|  |  |  |  |  |

| 1964. február 3. | Kanada (CAN) | 8 – 6 (1–3, 6–0, 1–3) | Egyesült Államok | Innsbruck |

|  |  |  |  |  |
|  |  |  |  |  |
|  |  |  |  |  |
|  |  |  |  |  |

| 1964. február 5. | Kanada (CAN) | 6 – 2 (2–1, 3–0, 1–1) | Finnország | Innsbruck |

|  |  |  |  |  |
|  |  |  |  |  |
|  |  |  |  |  |
|  |  |  |  |  |

| 1964. február 7. | Csehszlovákia (TCH) | 3 – 1 (0–0, 0–1, 3–0) | Kanada | Innsbruck |

|  |  |  |  |  |
|  |  |  |  |  |
|  |  |  |  |  |
|  |  |  |  |  |

| 1964. február 8. | Szovjetunió (URS) | 3 – 2 (0–1, 2–1, 1–0) | Kanada | Innsbruck |

|  |  |  |  |  |
|  |  |  |  |  |
|  |  |  |  |  |
|  |  |  |  |  |

Végeredmény
| Csapat                | M | Gy | D | V | G+ | G– | Gk  | P  |
| --------------------- | - | -- | - | - | -- | -- | --- | -- |
| Szovjetunió           | 7 | 7  | 0 | 0 | 54 | 10 | +44 | 14 |
| Svédország            | 7 | 5  | 0 | 2 | 47 | 16 | +31 | 10 |
| Csehszlovákia         | 7 | 5  | 0 | 2 | 38 | 19 | +19 | 10 |
| Kanada                | 7 | 5  | 0 | 2 | 32 | 17 | +15 | 10 |
| Egyesült Államok      | 7 | 2  | 0 | 5 | 29 | 33 | –4  | 4  |
| Finnország            | 7 | 2  | 0 | 5 | 10 | 31 | –21 | 4  |
| Egyesült Német Csapat | 7 | 2  | 0 | 5 | 13 | 49 | –36 | 4  |
| Svájc                 | 7 | 0  | 0 | 7 | 9  | 57 | –48 | 0  |

| Csapat | Helyezés |
| ------ | -------- |
| Kanada | 4.       |

## Műkorcsolya
| Versenyző                 | Versenyszám  | Kötelező elemek   | Kötelező elemek | Kűr               | Kűr   | Összesítés                     | Összesítés                     | Összesítés                     | Összesítés                     | Összesítés                     | Összesítés                     | Összesítés                     | Összesítés                     | Összesítés                     | Összesítés        | Összesítés        | Összesítés  | Összesítés | Összesítés |
| Versenyző                 | Versenyszám  | Kötelező elemek   | Kötelező elemek | Kűr               | Kűr   | Helyezési pontszámok bírónként | Helyezési pontszámok bírónként | Helyezési pontszámok bírónként | Helyezési pontszámok bírónként | Helyezési pontszámok bírónként | Helyezési pontszámok bírónként | Helyezési pontszámok bírónként | Helyezési pontszámok bírónként | Helyezési pontszámok bírónként | Több. hely. száma | Több. hely. össz. | Hely. össz. | Pont       | Helyezés   |
| Versenyző                 | Versenyszám  | Több. hely. száma | Hely.           | Több. hely. száma | Hely. | 1                              | 2                              | 3                              | 4                              | 5                              | 6                              | 7                              | 8                              | 9                              | Több. hely. száma | Több. hely. össz. | Hely. össz. | Pont       | Helyezés   |
| ------------------------- | ------------ | ----------------- | --------------- | ----------------- | ----- | ------------------------------ | ------------------------------ | ------------------------------ | ------------------------------ | ------------------------------ | ------------------------------ | ------------------------------ | ------------------------------ | ------------------------------ | ----------------- | ----------------- | ----------- | ---------- | ---------- |
| Donald Knight             | Férfi egyéni | 5×7+              | 7.              | 5×11+             | 11.   | 12,0                           | 7,0                            | 9,0                            | 7,0                            | 7,0                            | 13,0                           | 11,0                           | 6,0                            | 13,0                           | 5×9+              | 36,0              | 85,0        | 1746,6     | 9.         |
| Charles Snelling          | Férfi egyéni | 5×14+             | 16.             | 6×15+             | 15.   | 16,0                           | 13,0                           | 16,0                           | 12,0                           | 9,0                            | 16,0                           | 13,0                           | 11,0                           | 11,0                           | 6×13+             | 69,0              | 117,0       | 1705,5     | 13.        |
| William Neale             | Férfi egyéni | 7×19+             | 19.             | 5×13.5+           | 14.   | 13,0                           | 16,0                           | 17,0                           | 15,0                           | 17,0                           | 18,0                           | 16,0                           | 15,0                           | 16,0                           | 6×16+             | 91,0              | 143,0       | 1667,7     | 16.        |
| Petra Burka               | Női egyéni   | 6×3+              | 3.              | 9×2+              | 2.    | 3,0                            | 4,0                            | 2,0                            | 4,0                            | 2,0                            | 2,0                            | 3,0                            | 2,0                            | 3,0                            | 7×3+              | 17,0              | 25,0        | 1940,0     |            |
| Wendy Griner              | Női egyéni   | 6×14+             | 13.             | 5×8+              | 8.    | 12,0                           | 10,0                           | 6,0                            | 9,0                            | 11,0                           | 10,0                           | 11,0                           | 10,0                           | 12,0                           | 5×10+             | 45,0              | 91,0        | 1775,3     | 10.        |
| Shirra Kenworthy          | Női egyéni   | 5×9+              | 10.             | 5×15+             | 16.   | 9,0                            | 12,0                           | 8,0                            | 12,0                           | 7,0                            | 14,0                           | 16,0                           | 16,0                           | 10,0                           | 6×12+             | 58,0              | 104,0       | 1756,3     | 12.        |
| Debbi Wilkes Guy Revell   | Páros        |                   |                 |                   |       | 4,0                            | 5,0                            | 4,0                            | 2,0                            | 4,5                            | 3,0                            | 4,0                            | 3,0                            | 6,0                            | 6×4+              | 20,0              | 35,5        | 98,5       | *          |
| Faye Strutt Jim Watters   | Páros        |                   |                 |                   |       | 14,0                           | 12,0                           | 15,5                           | 10,5                           | 16,0                           | 10,5                           | 13,0                           | 16,0                           | 15,0                           | 5×14+             | 60,0              | 122,5       | 85,3       | 14.        |
| Linda Ward Neil Carpenter | Páros        |                   |                 |                   |       | 16,0                           | 14,0                           | 14,0                           | 13,0                           | 14,0                           | 10,5                           | 16,0                           | 15,0                           | 16,0                           | 6×15+             | 65,5              | 128,5       | 84,2       | 16.        |

* - egy másik párossal azonos helyen végzett

## Sífutás
Férfi
| Versenyző                                              | Versenyszám     | Eredmény      | Helyezés      |
| ------------------------------------------------------ | --------------- | ------------- | ------------- |
| Eric Luoma                                             | 15 km           | 1:01:39,8     | 61.           |
| Eric Luoma                                             | 50 km           | nem ért célba | nem ért célba |
| Donald MacLeod                                         | 15 km           | 55:58,5       | 34.           |
| Donald MacLeod                                         | 30 km           | 1:42:17,7     | 38.           |
| Franz Portmann                                         | 15 km           | 58:47,0       | 51.           |
| Franz Portmann                                         | 50 km           | nem ért célba | nem ért célba |
| Martti Rautio                                          | 15 km           | 1:02:52,4     | 65.           |
| Martti Rautio                                          | 30 km           | 1:46:18,6     | 52.           |
| Donald MacLeod Martti Rautio Eric Luoma Franz Portmann | 4 × 10 km váltó | 2:44:29,1     | 15.           |

## Síugrás
| Versenyző    | Versenyszám | 1. ugrás | 1. ugrás | 1. ugrás | 2. ugrás | 2. ugrás | 2. ugrás | 3. ugrás | 3. ugrás | 3. ugrás | Összesítés | Összesítés |
| Versenyző    | Versenyszám | Távolság | Pont     | Hely.    | Távolság | Pont     | Hely.    | Távolság | Pont     | Hely.    | Pont       | Helyezés   |
| ------------ | ----------- | -------- | -------- | -------- | -------- | -------- | -------- | -------- | -------- | -------- | ---------- | ---------- |
| Kaare Lien   | Normálsánc  | 72,0     | 93,9     | 35.*     | 72,0     | 94,4     | 44.      | 69,0     | (90,2)   | 46.      | 188,3      | 43.        |
| Kaare Lien   | Nagysánc    | 83,5     | 91,4     | 37.*     | 73,0     | 83,9     | 45.*     | 62,0     | (74,0)   | 50.      | 175,3      | 45.        |
| John McInnes | Normálsánc  | 62,0     | (76,7)   | 52.      | 65,5     | 82,9     | 50.      | 65,0     | 83,4     | 52.      | 166,3      | 53.        |
| John McInnes | Nagysánc    | 79,0     | 86,4     | 45.      | 73,5     | 80,9     | 49.      | 66,0     | (79,4)   | 44.      | 167,3      | 50.        |

* - egy másik versenyzővel azonos eredményt ért el

## Szánkó
| Versenyző   | Versenyszám | 1. futam       | 1. futam       | 2. futam       | 2. futam       | 3. futam   | 3. futam   | 4. futam | 4. futam | Összesítés | Összesítés |
| Versenyző   | Versenyszám | Idő            | Hely.          | Idő            | Hely.          | Idő        | Hely.      | Idő      | Hely.    | Idő        | Helyezés   |
| ----------- | ----------- | -------------- | -------------- | -------------- | -------------- | ---------- | ---------- | -------- | -------- | ---------- | ---------- |
| Doug Anakin | Férfi egyes | idő nem ismert | idő nem ismert | idő nem ismert | idő nem ismert | nem indult | nem indult | kiesett  | kiesett  | kiesett    | kiesett    |